# Tadarida insignis
Tadarida insignis (Blyth, 1862) è un pipistrello della famiglia dei Molossidi diffuso in Estremo oriente.

## Descrizione

### Dimensioni
Pipistrello di medie dimensioni, con la lunghezza della testa e del corpo tra 84 e 94 mm, la lunghezza dell'avambraccio tra 57,7 e 64,5 mm, la lunghezza della coda tra 48 e 60 mm, la lunghezza del piede tra 10 e 15 mm e la lunghezza delle orecchie tra 31 e 34 mm.

### Aspetto
La pelliccia è corta, densa e vellutata. Il colore generale del corpo è grigio-brunastro chiaro, con la base dei peli più chiara. Il muso è lungo, troncato, con il labbro superiore che si estende ben oltre quello inferiore e ricoperto da 8-10 pieghe cutanee e da piccole setole spatolate. Tra le narici è presente un cuscinetto ricoperto di escrescenze cornee. Le orecchie sono grandi, triangolari, con il margine posteriore distintamente concavo al centro, 9-10 creste trasversali sulla superficie interna ed unite alla base del bordo anteriore sopra la testa. Sul bordo anteriore sono presenti 3-6 piccole proiezioni. L'antitrago è ben sviluppato, mentre il trago è squadrato, con un'angolatura appena sotto la metà del bordo posteriore e frangiato con lunghi peli. Le membrane alari sono lunghe, strette, nerastre e attaccate posteriormente a circa metà della tibia. I piedi sono grandi, con un cuscinetto piatto sulla pianta e diverse callosità alla base delle dita. La coda è lunga, tozza e si estende per più della metà oltre l'uropatagio. Il calcar è lungo e carenato.

## Biologia

### Comportamento
Si rifugia all'interno di grotte.

### Alimentazione
Si nutre di insetti.

## Distribuzione e habitat
Questa specie è diffusa nelle province cinesi dello Yunnan, Sichuan, Fujian, Anhui, Guangxi, Guizhou, sull'isola di Taiwan, nella Penisola coreana e sulle isole giapponesi di Hokkaidō, Honshū, Shikoku, Kyūshū e Yakishiri.

## Conservazione
La IUCN Red List, sebbene sia stata osservata su un ampio areale ma considerato che ci sono poche informazioni circa lo stato della popolazione, le minacce e i requisiti ecologici ed ambientali, classifica T.insignis come specie con dati insufficienti (DD).